# Metathyrida
Metathyrida é um gênero de mariposa pertencente à família Crambidae.